# Tobias Pellegrini
Tobias Pellegrini (sinh 3 tháng 4 năm 1996) là một cầu thủ bóng đá Áo thi đấu cho FC Blau-Weiß Linz theo dạng cho mượn từ LASK Linz.